# Apberget (community)
Apberget var ett community på internet för ungdomar som startades i Umeå. Apberget blev senare populärt på fler orter i Västerbotten och även senare i Stockholm och andra platser i Sverige. Även om communityt mest var riktat till ungdomar så hade sidan både barn och vuxna som medlemmar.
Grundarna sålde 51 % av bolaget som drev Apberget till Västerbottenskuriren för 10 miljoner kronor 2007. Sidan finansierades via reklam och olika former av avgifter från medlemmarna. Uppdrag granskning uppmärksammade i programinslaget Vänskap till salu att barn och ungdomar kunde göra av med mycket stora summor på sidan.
Efter kraftigt sjunkande aktivitet beslöt ägarna att stänga communityt 2011. En av anledningarna till nedläggningen var även att Konsumentverket beslutat att Apberget måste avsluta sina betaltjänster som riktar sig till minderåriga. Apberget stängdes ner den 1 juli 2011.